# Индийская эстетика
Индийскую эстетику можно представить как древнюю эстетическую традицию, которая берёт своё начало в Древней Индии и теоретически сформировывается в средневековье. Индийское искусство развивалось с акцентом на призыв специальных духовных или философских состояний в человеке или символическое представление этих состояний. Её отличительные особенности — выдвижение эмоционального начала в качестве главного содержания искусства и тщательная разработка психологических аспектов эстетического восприятия. В отличие от европейских эстетических традиций, индийская эстетика всегда была обращена на внутренней мир человека и его экзистенциальные переживания.

## История

### Средние века
Начиная с XIII века роль эмоционального в искусстве становится одной из самых обсуждаемых проблем в поэзии. Учёный IX века, Анандавардхана, выдвинул концепцию, согласно которой образное воссоздание чувства составляет первейшую цель поэтического творчества. Он включил «расу» в круг поэтических значений и отвёл ей место ведущего содержательного компонента в поэзии. Эмоциональное содержание при этом не было ограничено рамками малых поэтических жанров. Напротив, оно мыслилось обязательным именно для крупных форм (поэмы, драмы), где сама множественность изображаемого мира (событийная, предметная и т. д.) предполагает присутствие связующего начала, объединяющего эту множественность в целое, наделённое единым смыслом. Таким началом, как полагал Анандавардхана, и является эмоция, которую хочет передать поэт и в соответствии с которой строит своё произведение. В дальнейшем представление о преимущественной связи искусства с эмоциональной сферой прочно утверждается в Индийской эстетике.
Когда в Х—XI вв. интересы индийских философов и теоретиков искусства сосредоточиваются на проблемах художественного образа и эстетического восприятия, они ставят и решают их применительно к художественным эмоциям («расе»), В X в. два крупных учёных — Шанкука и Бхатта Наяка, рассматривая специфику искусства, исходили из признания автономности художественного мира, его несводимости к миру реальных вещей, а также подчёркивали сознательный характер воспроизведения жизни в искусстве. Им принадлежат также первые опыты анализа эстетического восприятия. Шанкука пришёл к выводу, что познание производящие искусства не подчиняется критериям обычного познания (в частности, критерию истинности—ложности). По мысли Бхатта Наяки, эстетическая реакция должна рассматриваться как особого рода переживание, связанное с наслаждением и близкое к религиозному созерцанию. Идеи Шанкуки и Бхатта Наяки получили дальнейшую разработку в учении Абхинавагупты (X—XI вв.). По его мнению, эмоция лишена наглядности и конкретности предмета, а потому не может быть изображена в произведениях искусства. Она дана не как образ, а как переживание, возникающее в душе воспринимающего субъекта и доступное лишь внутреннему познанию, или, иначе,— самопознанию. При этом выключенность художественного переживания из жизненно-практической сферы объясняет то, что оно приносит наслаждение. В эстетическом акте сознание субъекта очищается от хаотически сталкивающихся противоречивых желаний, страхов и мыслей, концентрируется на самом процессе познания и, творческий образ, обретает целостность и единство, которые ощущаются как успокоение и блаженство. Эстетическое учение Абхинавагупты получило широкое признание в Индии и сохраняло своё значение до конца средневековья.

#### Бенгальское возрождение
Новая эстетика формируется в Индии на рубеже XIX—XX вв. Её характер определяется задачами построения независимой художественной культуры в процессе борьбы с политикой колониальной администрации Британской империи. Её становление связано с культурой Бенгальского Возрождения — литературно-художественного и философского движения, сочетавшего идеи национально-освободительной и антифеодальной борьбы с ориентацией на возрождение классического наследия, восстановление прерванных британским завоеванием традиций. В связи с этим индийская эстетическая мысль первой четверти XX в. основное внимание уделяет вопросам национального своеобразия искусства и литературы, взаимосвязи искусства и этики, проблемам социальной функции искусства и его воспитательной роли. Эстетическая мысль в этот период представлена в основном публицистикой, а её выразители принадлежат к философскому направлению неоведантизма, опирающемуся на традиции классической философской школы периода средневековья — веданты и её основного источника — Упанишад. Исходя из доктрины веданты об абсолюте-Брахмане как первопричине мира и «внутреннем Я» индивида («антар-атмане») как его части, эстетики этого направления (Тагор, А. Гхош, О. Тагор) утверждают превосходство «непосредственного» интуитивного познания над логическим умозаключением, а наиболее полное выражение интуитивно осознанной истины находят в символике культового искусства древней и средневековой Индии. Для многих представителей эстетики Бенгальского Возрождения характерно противопоставление культур «Запада» и «Востока», возникшее как реакция на подавление национального самосознания в эпоху колониализма. Определяющим фактором индийского искусства они считают «духовность», отказывая в ней европейскому искусству, и прежде всего искусству критического реализма. Так, философ и поэт Ауробиндо Гхош (1872—1950), создатель философии «интегральной веданты», считает, что индийский художник обращается непосредственно к «внутреннему человеку», духовной сущности индивида, минуя эмоциональную сферу, в то время как европейский художник вынужден апеллировать к сознанию через эмоцию, возникающую при созерцании воспроизведённой натуры.
Другой теоретик, Ананда Кумарасвами (1877—1941), усматривает отличие индийского искусства от современного западного искусства в том, что последнее стремится представить вещи такими, каковы они есть сами по себе, а в индийском искусстве акт творчества выступает как процесс самоотождествления художника с архетипом (прообразами), предзаложенным в глубинах его души- Художники-педагоги Абаниндранатх Тагор (1871—1951) и Нандалал Боше (1883—1966) настаивали на соединении творческого освоения классического наследия с изучением и отображением реальной жизни при условии внутренней свободы художника. В эстетике О. Тагора выделяется категория ритма как организующего начала, и формы непосредственного самовыражения, причём она приобретает и более обобщённое значение признака единства мироздания.
Рост антиколониальной борьбы в 30-х гг. и развитие реалистической литературы в Индии способствовали формированию демократических тенденций в эстетике и художественной критике, получивших отражение в программных документах АППИ — Ассоциации прогрессивных писателей Индии (1936), а также в манифестах художников-антифашистов и прогрессивных деятелей театра в начале 40-х гг. После завоевания независимости в художественной культуре Индии наблюдается изменение ориентации. Неприятие «западной» культуры уступает место повышенному интересу к новейшим течениям американского и европейского модернизма. Наряду с этим предметом эстетического анализа становятся судьбы индийских художников культуры в условиях развитого технократического общества, нуждающегося в духовном обновлении. Одно из средств такого обновления религиозно ориентированный философ П. Чоудхури видит в искусстве, призванном, по его мнению, подготовить общество к высшей, религиозной стадии развития культуры.

### Неотантризм
Ш. Пандит, напротив, пытается сочетать традиционные представления с картиной мира, опирающейся на совр. естественнонаучные знания, а искусство представляет как средство согласования внутреннего мира индивида с «космическим ритмом». С. конца 60-х гг. как реакция на вестернизацию инд. культуры складывается новое художественное направление — неотантризм, теоретически обоснованное в эстетической концепции Аджита Мукерджи. Это течение берёт начало в религиозной философии тантризма, представляющей мироздание как продукт непрерывного взаимодействия противоположных начал — мужского и женского, обожествлённых в союзе Шивы и Шакти — центральных фигур индуистского пантеона, выражающих единство «духа» и «материи», «интеллекта» и «энергии». Для неотантризма характерно стремление обнаружить в древних пластах индийской философской мысли «предвидения» научных открытий новейшего времени — теории атома, квантовой теории, теории относительности. Искусство неотантризма, использующее приёмы эклектического формо-творчества концептуального модернизма, получило признание на Западе, где приобрело значительное число последователей (Концептуальное искусство).

### Современность
Современные прогрессивные индийские эстетики и художественные критики (Кешав Маллик, Рам Чаттерджи, Джая Апассами и др.) решительно выступают как против крайних форм национализма в искусстве, так и против экспансии западного модернизма, призывая творческую интеллигенцию Индии занять активную социально-культурную позицию, открывать новые пласты богатого культурного наследия и плодотворно развивать заложенные в нём гуманистические традиции.

## Теория Раса

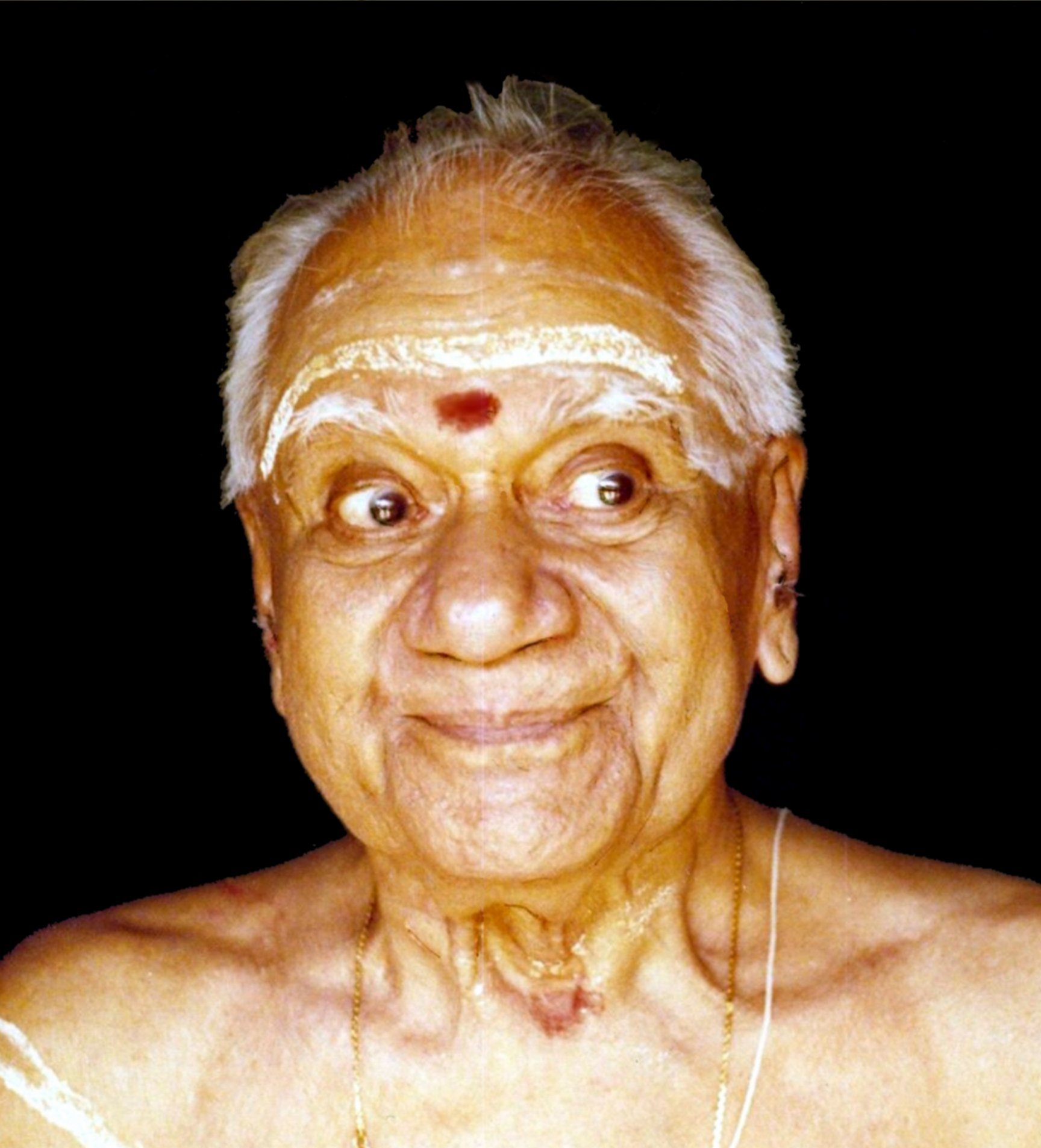
Performing the Sringāra rasa in Koodiyattam

### Введение
РАСА (санскр. rasa, букв. — вкус) — основополагающая категория индийской эстетики; эстетическое понятие, обозначающее художественную эмоцию, и в этом качестве получившие широкое распространение в индийской искусствоведческой литературе. Это особого рода эмоциональное переживание, которое испытывает наделённый восприимчивым сердцем слушатель поэзии или театральный зритель В теории музыки понятие «раса» использовалось при характеристике ступеней звукоряда, ладов мелодических моделей, в теории изобразительных искусств — при описании содержания живописных и скульптурных изображений.
Индийская наука о театре выработала особую систему анализа душевных состояний человека («бхава»), учитывающую, с одной стороны, причины, приводящие к их возникновению («возбудители» — «вибхава»), а с другой — внешние проявления («анубхава») в жесте, интонации и так далее.
Раса была созданы бхавами. Они были описаны в «Натья-шастре», анонимном древнеиндийском трактате о театральном искусстве (I—II вв.).
Интерпретация, использование и фактическая производительность определённой расы сильно различаются между разными стилями и школами, а также существуют огромные региональные различия даже в одном стиле.

### Опыт «Раса» (ras-anubhava)

#### Теория Бходжа
В «Натья шастре», трактате по искусству драмы, музыки и танца, автором которой считается легендарный мудрец Бхарата, большое место уделено природе человеческих эмоций и их представления в сценическом действе. Из восьми основных человеческих чувств, выделенных в «Натья шастре» (любовь, смех, печаль, гнев, мужество, страх, отвращение, удивление), любви («шрингара») отводится главенствующее положение.
Связанность понятий «любовь» и «красота» отражена в санскритском термине «шрингара», в котором присутствует смысл как эстетической эмоции любви, так и украшения, процесса создания красоты. Когда описывается индийская красавица, украшающая себя традиционными украшениями, говорится, что она «делает 16 шрингар». Любовные чувства героев драмы или поэмы также называются «шрингар». Проблеме любви как эстетической эмоции посвящён трактат «Шрингара Пракашан», написанный в XI веке уже реальным историческим лицом, Бходжа. Он считает, что «шрингара» — не только основная, но и единственная эстетическая эмоция. «Мы считаем, что только Шрингара составляет раса (эстетическое чувство — прим. авт.), так как ею можно наслаждаться». Бходжа приравнивает «шрингара» к основному принципу действия жизненных сил и определяет его как чувство любви, переживаемое эстетически. Это отличает его от переживания любви в жизни, носящего чувственный характер («кама»).
Согласно теории Бходжа, точно так же как подлинным значением слова можно насладиться лишь в речи, подразумеваемым значением — лишь в поэтической композиции, преданностью — в богатстве качеств предмета любви, красотой — лишь в теле женщины, так и «шрингара» можно насладиться лишь в сердце эстета. Взгляды Бходжа на эстетический опыт сродни взглядам выдающегося индийского мыслителя, представителя философской школы веданта Абхинавагупты (X в.), который приравнивает эстетическое наслаждение к понятию высшего блаженства в ведантийской философии. По мнению Бходжа, любая эмоция, достигшая высшей ступени, трансформируется в любовь. «Шрингара» означает любовь как эстетическое переживание. В этом понимании она совершенно отлична от того чувства, которое люди испытывают в реальной жизни, что означает существование непреодолимой границы между представлением и представляемым предметом. Человеческое чувство любви состоит в страстном стремлении двух человеческих существ противоположного пола друг к другу, в их взаимном наслаждении друг другом. Чувство это является преходящим, состояние влюблённости продолжается, пока длится очарование. Любовь же как эмоция, находящаяся в центре драматической ситуации и становящаяся основой эстетического опыта, является устойчивой и постоянной. Она не заключает в себе боли и представляет собой состояние душевного блаженства. Таким образом, особенность представления любви в индийской эстетике состоит в определённой схематизации отношений любви, которые приобретают статический характер, стабильность, не свойственную как репрезентации любви в других дискурсах индийской культуры (драматическом, поэтическом), в которых подчёркивается изменчивость и вариативность любовного переживания, так и реальным жизненным любовным переживаниям и отношениям, причём эти качества осмысляются в свете понятия о превосходстве трансцендентального над мимолётностью жизни.

## Категории Рас
Бхарата Муни изложил восемь Рас в «Натьяшастра» (санкр. Nātyasāstra), древней работе драматической теории. У каждого раса, согласно «Натьяшастра», есть председательствующее божество и определённый цвет. Есть 4 пары Рас. Например, Хасья проистекает из Шрингара. Аура напуганного человека чёрная, и аура сердитого человека красная. Бхарата Муни установил следующие соответствия:
- Srungara|IAST: Śṛungāram (शृङ्गारं): Любовь, привлекательность. Председательствующее божество: Вишну. Цвет: светло-зелёный
- Hāsya|IAST: Hāsyam (हास्यं): Смех, радость, комедия. Председательствующее божество: Ганеша. Цвет: белый
- IAST: Raudram (रौद्रं): Гнев. Председательствующее божество: Рудра. Цвет: красный
- IAST: Kāruṇyam (कारुण्यं): Сострадание, милосердие. Председательствующее божество: Яма. Цвет: серый
- IAST: Bībhatsam (बीभत्सं): Отвращение. Председательствующее божество: Шива. Цвет: синий
- [[Bhayānaka|IAST: Bhayānakam]] (भयानकं): Ужас, террор. Председательствующее божество: Навадурга. Цвет: чёрный
- IAST: Veeram (वीरं): Мужество. Председательствующее божество: Индра. Цвет: желтоватый
- IAST: Adbhutam (अद्भुतं): Удивление, изумление. Председательствующее божество: Брахма. Цвет: жёлтый